# Mario Party 4
Mario Party 4 (マリオパーティ 4 Mario Pātī Fō?) är ett flerspelarspel till Gamecube, som lanserades 2002. Det utvecklades av Hudson Soft och utgavs av Nintendo. Det är det fjärde spelet i serien Mario Party, varav det första i serien som har släppts till Gamecube istället för Nintendo 64. Det gjordes en uppföljare till spelet, Mario Party 5, som släpptes år 2003 till Gamecube.

## Handling
Se Mario Party.

## Speluppbyggnad
Detta spel är nästan likadant som Mario Party 3, dock med nya spelbräden och minispel. Story Mode finns kvar från Mario Party 3. Duel Mini-games finns inte i Mario Party 4, men kom tillbaka i Mario Party 5. Bowser Mini-games, Story Mini-games och minispel kallade "Etc." är nytt, likaså "Extra Room" med nya minispel.

### Spelkaraktärer
- Mario
- Luigi
- Princess Peach
- Yoshi
- Wario
- Donkey Kong
- Waluigi
- Princess Daisy
- Toad

### Spelbräden
- Toad's Midway Madness
- Goomba's Greedy Gala
- Koopa's Seaside Soiree
- Shy Guy's Jungle Jam
- Boo's Haunted Bash
- Bowser's Gnarly Party (fås när Story Mode är avklarat)

### Minispel

#### 4 spelare
- Manta Rings
- Slime Time
- Booksquirm
- Mario Medley
- Avalanche!
- Domination
- Paratrooper Plunge
- Toad's Quick Draw
- Three Throw
- Photo Finish
- Mr. Blizzard's Brigade
- Bob-omb Breakers
- Long Claw of the Law
- Stamp Out!
- Mario Speedwagons

#### 2 mot 2 spelare
- The Grate Deflate
- Revers-a-Bomb
- Right Oar Left?
- Cliffhangers
- Team Treasure Trek
- Pair-a-Sailing
- Order Up
- Dungeon Duos
- Cheep Cheep Sweep

#### 3 mot 1 spelare
- Candlelight Flight
- Makin' Waves
- Hide and Go BOOM!
- Tree Stomp
- Fish n' Drips
- Hop or Pop
- Money Belts
- GOOOOOOOAL!
- Blame it on the Crane

#### Battle Mini-game
- Trace Race
- Chain Chomp Fever
- Paths of Peril
- Bowser's Bigger Blast
- Butterfly Blitz
- Rumble Fishing

#### Bowser Mini-game
- Darts of Doom
- Fruits of Doom
- Balloon of Doom

#### Story Mini-game
- Bowser Bop
- Mystic Match Em'
- Archaeologuess
- Goomba's Chip Flip
- Kareening Koopa's

#### Etc.
- Panels of Doom
- Bowser Wrestling
- The Final Battle!

#### Extra Room

##### Whomp's Basement Brouhaha (1 spelare)
- Jigsaw Jitters
- Barrel Baron
- Mushroom Medic
- Doors of Doom
- Bob-omb X-ing
- Goomba Stomp

##### Thwomp's Backroom Ball (4 spelare)
- Mega Board Mayhem
- Mini Board Mad-Dash
- Panel Panic
- Challenge Booksquirm